# Symfonie nr. 7 (Mahler)
De Zevende Symfonie van componist Gustav Mahler was op het moment van haar voltooiing (1908) de negende, mogelijk zelfs de tiende symfonie van de componist: voor zijn officiële eerste symfonie - een bewerking van het grote 'Symfonisch gedicht in twee delen: Der Titan' - had Mahler reeds twee dan wel drie (ongenummerde) symfonieën gecomponeerd.
Mahler begon aan deze symfonie in 1904 met het schrijven van delen 2 en 4, getiteld 'Nachtmusik' I en II. Dit was nog voor het componeren van het vierde deel, de finale, van zijn Zesde symfonie.
Opvallend aan deze Zevende is de aparte orkestratie. De symfonie telt vijf delen:
- 1. Langsam - Allegro
- 2. Nachtmusik I
- 3. Scherzo
- 4. Nachtmusik II
- 5. Rondo-Finale

Vanwege het algemeen 'duistere' karakter van de eerste vier delen (de delen 2 en 4 kregen de naam "nachtmuziek" en het scherzo kreeg de aanduiding "Schattenhaft", schaduwachtig) wordt de symfonie ook wel "Lied der Nacht" genoemd.

## Instrumentatie
De symfonie is gecomponeerd voor
- 1 piccolo, 4 fluiten;
- 3 hobo's, 1 Engelse hoorn, 3 fagotten, 1 contrafagot;
- 1 es-klarinet, 3 klarinetten, 1 basklarinet;
- 4 hoorns, 3 trompetten, 3 trombones, 1 tuba, 1 tenorhoorn;
- pauken, slagwerk;
- 2 harpen, mandoline, gitaar en strijkers.

## Ontvangst
De symfonie werd beter ontvangen dan voorgaande symfonieën. Het werk kreeg tevens meer aandacht, aangezien de componist al erg bekend was als dirigent, sterker: men kende Mahler vrijwel uitsluitend als dirigent. De bezetting was nogal ongebruikelijk voor die tijd, en voor de spelers was het ook al niet erg gemakkelijk gecomponeerd, hoewel Mahler exact wist wat hij deed als instrumentator - het ging hem uitsluitend om de klankkleur.

## Analyse
De Zevende Symfonie is een zeer Mahleriaanse compositie. Klassieke elementen worden op een unieke manier gecombineerd met buitenmuzikale, persoonlijke elementen.
Symfonieën: Symfonie nr. 1, Titan · Symfonie nr. 2, Auferstehung · Symfonie nr. 3 · Symfonie nr. 4 · Symfonie nr. 5 · Symfonie nr. 6, Tragische · Symfonie nr. 7 · Symfonie nr. 8, Sinfonie der Tausend · Das Lied von der Erde · Symfonie nr. 9 · Symfonie nr. 10 (onvoltooid)

Orkestliederen: Das klagende Lied (cantate) · Lieder eines fahrenden Gesellen · Rückertlieder · Kindertotenlieder · Lieder aus "Des Knaben Wunderhorn"
- Bibliothèque nationale de France: cb13915894x (data)
- Gemeinsame Normdatei: 300098081
- Library of Congress Control Number: n81047937
- MusicBrainz work: 9f866c9a-abeb-4547-a3b9-9710eaa4c58d
- Nationale Bibliotheek van Israël: 987007421502605171
- Virtual International Authority File: 294470896